# Agustín Jiménez Pérez
Agustín Jiménez Pérez (Pulpí, província d'Almeria, 6 de gener de 1951) és un polític valencià d'origen andalús, diputat al Congrés dels Diputats en la VIII legislatura 
Establit a Alacant, estudià filosofia i lletres i treballà com a catedràtic de grec a un institut d'ensenyament secundari. Membre de primera hora del PSPV-PSOE cap del partit a la comarca de l'Alacantí, fou director territorial de cultura i educació de 1984 a 1994 i diputat a les eleccions generals espanyoles de 2004 per la província d'Alacant.